# 핫 칩
핫 칩 (Hot Chip)은 잉글랜드의 일렉트로팝 밴드이다.

## 개요
영국 런던에 있는 엘리엇 스쿨에서 알렉시스 테일러와 조 고더드를 주축으로 결성되었다. 이후 2000년 첫 작업물인 Mexican EP를 발매하면서 본격적으로 활동하기 시작했다. 그들이 지금같은 라인업으로 자리잡은 것은 2003년 오언 클라크와 필릭스 마틴, 앨 도일이 풀타임으로 참여하면서 부터다.
그리고 홈 레코딩으로 완성한 2004년 1집 Coming on Strong과 2006년 2집 The Warning을 발표했으며 이후 스튜디오 작업 체제에서 만든 앨범인 2008년 3집 Made in the Dark과 2010년 4집 One Life Stand를 내놓았다

## 멤버
- 알렉시스 테일러 Alexis Taylor - 보컬, 신시사이저, 기타, 퍼커션, 피아노
- 조 고더드 Joe Goddard - 보컬, 신시사이저, 퍼커션
- 오언 클라크 Owen Clarke - 기타, 베이스, 신시사이저
- 필릭스 마틴 Felix Martin - 드럼 머신, 신시사이저
- 앨 도일 Al Doyle - 기타, 신시사이저, 퍼커션, 백 보컬 (또 LCD 사운드시스템에서 기타, 베이스, 신스, 퍼커션을 연주한다.)

## 디스코그래피

### 정규 앨범
- Coming on Strong (2004, Moshi Moshi)
- The Warning (2006, DFA/EMI) 영국 34위
- Made In the Dark (2008, DFA/EMI) 영국 4위, 미국 109위
- One Life Stand (2010, DFA/EMI) 영국 11위, 미국 103위